# جان-بابتيست لونش
جان-بابتيست لونش هو سياسي فرنسي، ولد في 3 يونيو 1749 في بوردو في فرنسا، وتوفي في 15 أغسطس 1835 في Château Dauzac ‏ في فرنسا. انتخب member of the Chamber of Peers ‏ وانتخب Pair of France ‏ وانتخب عمدة مدينة بوردو ‏ (1808 – 1815).